# Robert Snodgrass
Robert Snodgrass (* 7. September 1987 in Glasgow) ist ein schottischer Fußballspieler. Er stand zuletzt bei Heart of Midlothian unter Vertrag und war von 2011 bis 2019 für die schottische Nationalmannschaft aktiv.

## Spielerkarriere

### FC Livingston (2004–2008)
Robert Snodgrass startete seine Profikarriere in der Saison 2004/05 beim schottischen Erstligisten FC Livingston, für die er zuvor bereits in der Jugend aktiv gewesen war. Er erzielte in seiner ersten Spielzeit zwei Treffer in sechzehn Ligaspielen und beendete die Saison als Zehnter und damit Drittletzter. Die Scottish Premier League 2005/06 brachte für den Verein eine weitere Verschlechterung und den Abstieg als Tabellenletzter in die zweite Liga. In der Rückrunde der First Division 2006/07 wechselte der zuvor kaum berücksichtigte Snodgrass zum Drittligisten Stirling Albion und erzielte bis Saisonende in zwölf Spielen fünf Tore. Im Play-off-Finale um den Aufstieg in die zweite Liga erzielte er im Finale gegen Airdrie United beim 3:2-Sieg im Rückspiel zwei Treffer. Da der FC Livingston zwischenzeitlich die Rückkehr in die erste Liga verpasst hatte, spielte Snodgrass (31 Spiele/9 Tore) 2007/08 erneut in der First Division und verfehlte den Aufstieg als Siebter abermals deutlich.

### Leeds United (2008–2012)
Am 25. Juli 2008 wechselte der 20-jährige Snodgrass zum vom schottischen Trainer Gary McAllister betreuten englischen Drittligisten Leeds United und unterzeichnete einen Dreijahresvertrag. Nach der Entlassung von Trainer McAllister im Dezember 2008 übernahm Simon Grayson den Verein und führte Leeds als Vierter in die Play-offs. Dort scheiterte die Mannschaft um Snodgrass (42 Spiele/9 Tore) jedoch bereits in der ersten Runde am FC Millwall. Erfolgreicher verlief für den Verein die Saison 2009/10 mit der Vizemeisterschaft hinter Norwich City, die zum direkten Aufstieg in die zweitklassige Football League Championship führte. Als Aufsteiger agierte Leeds auch in der Championship 2010/11 erfolgreich und verpasste als Siebter nur um einen Platz die Play-offs. Robert Snodgrass erzielte sechs Treffer in siebenunddreißig Ligaspielen.

### Schottische Nationalmannschaft (2011–2019)
Nach seiner Teilnahme an der U-19-Fußball-Europameisterschaft 2006 in Polen, bei der Schottland sich lediglich im Finale Spanien geschlagen geben musste, wurde Snodgrass auch in den schottischen Kader für die U-20-Fußball-Weltmeisterschaft 2007 in Kanada nominiert. Die von Archie Gemmill trainierte Mannschaft schied jedoch bereits nach der Vorrunde als Tabellenletzter aus. Nach zwei Länderspielen für die U-20 im Jahr 2008 debütierte er am 9. Februar 2011 beim 3:0 gegen Nordirland in der schottischen Nationalmannschaft. Ein halbes Jahr später erzielte er im Spiel gegen Dänemark beim 2:1-Heimerfolg seinen ersten Treffer.